# Холодна Балка (Одеський район)
Холо́дна Ба́лка — село Нерубайської сільської громади Одеського району Одеської області в Україні. Населення становить 2582 осіб.

## Географія

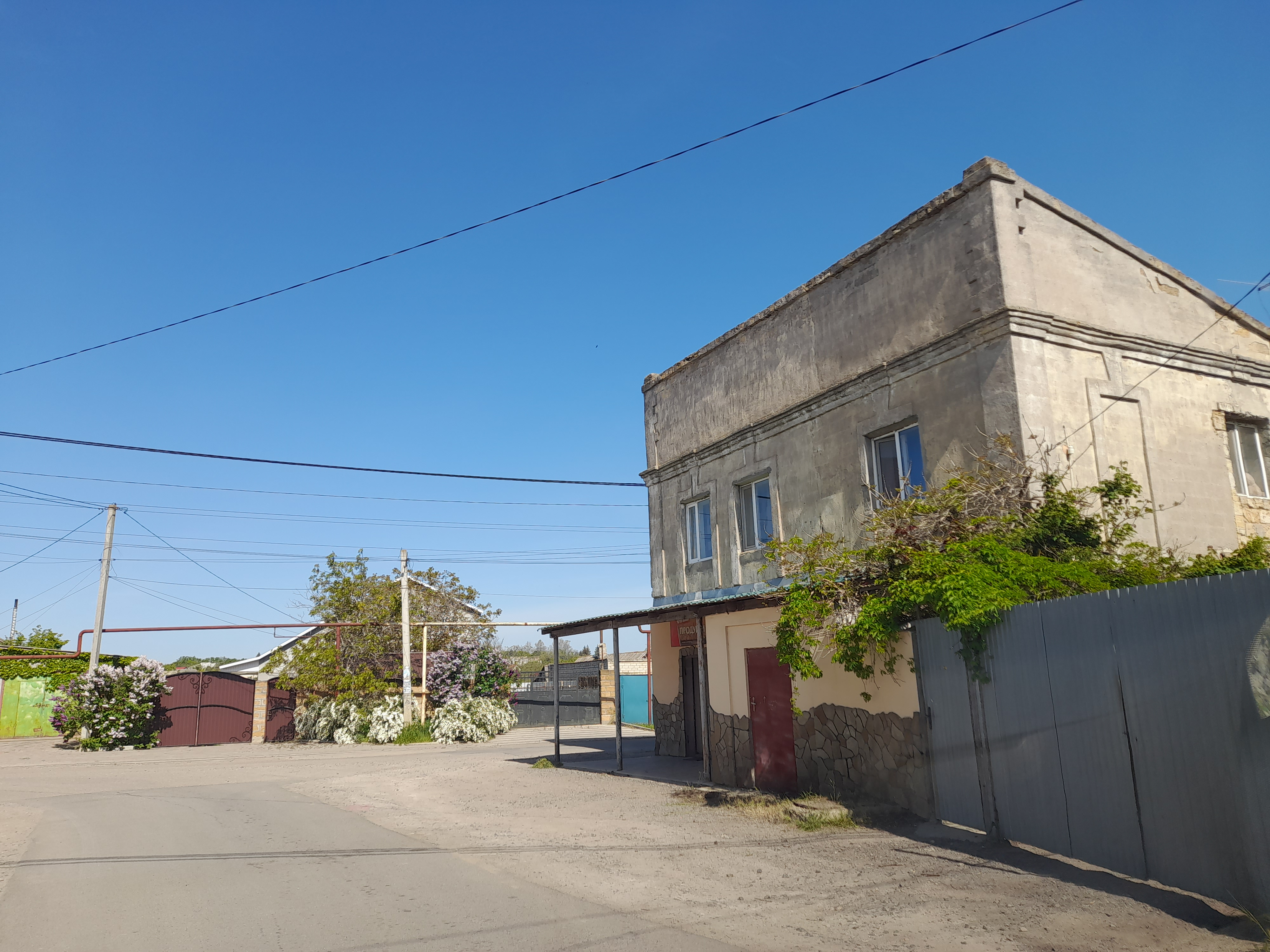
Вулиця села

### Клімат
Клімат перехідний від морського до континентального. Характерне переважання влітку тихої, безвітряної погоди.

### Вулиці
Санаторна, Молодіжна, Шкільна, Виноградна, Залізнична, Прилиманна, Сонячна, Верхня, Садова, Водопровідна, Перемоги, Ювілейна, Степова, Вишнева, Південна, Абрикосова, Балківська, Дмитра Ульянова, Центральна, Гагаріна, Клубна, Польова.

## Історія

### Заснування. Походження назви
У 1792 році пан канцелярії, радник і кавалер Андрій Алтесті отримав землі і заснував село Холодна Балка. 1793 отримання дозволу Андрієм Алтесті на будівництво храму на честь Святителя Миколая, але церква так і не була побудована.
Назва с. Холодна Балка, пов'язана з тим, що холодне повітря затримується в низов'ях ярів і балок. До 1917 року село входить до складу Одеського градоначальства.
Під час організованого радянською владою Голодомору 1932—1933 років померло щонайменше 9 жителів села.

### Події 1944р.
На території села велись партизанські бої за визволення Одеси під час Німецько-радянської війни.
9 квітня 1944 до села підійшов загін з двох десятків калмиків на чолі з німецьким офіцером. Тут же перебував добре озброєний партизанський загін із сорока бійців, очолюваний головою місцевого колгоспу. Двоє калмиків побігли в село розвідати обстановку, внаслідок чого одного з них застрелили партизани. Не довго думаючи, загін карателів увійшов в село і почав розстрілювати і рубати шашками всіх підряд мирних жителів. У живих залишилося три людини.
У пам'ять загиблих щороку в квітні проводяться історичні реконструкції боїв нацистсько-радянської війни: «Забуті сторінки».

## Населення
Згідно з переписом 1989 року населення села становило 2738 осіб, з яких 1256 чоловіків та 1482 жінки.
За переписом населення 2001 року в селі мешкало 2606 осіб.

### Мова
Розподіл населення за рідною мовою за даними перепису 2001 року:
| Мова       | Відсоток |
| ---------- | -------- |
| українська | 87,18 %  |
| російська  | 11,62 %  |
| молдовська | 0,35 %   |
| болгарська | 0,23 %   |
| вірменська | 0,15 %   |
| білоруська | 0,08 %   |

## Курорт Холодна Балка

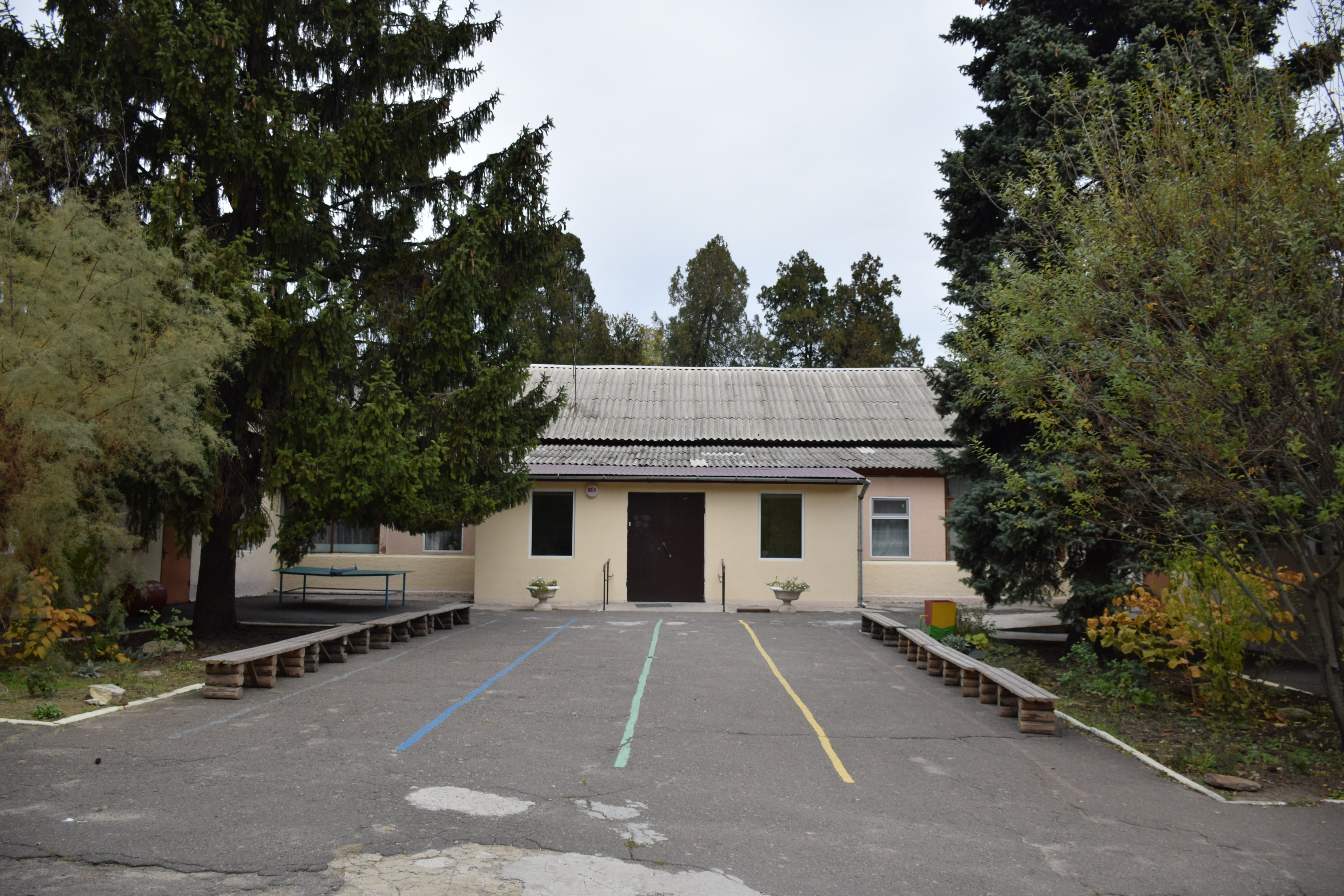
Відділення номер 2 дитячого санаторію Хаджибей

У 1883 в с. Холодна Балка у північній частині Хаджибейського лиману відкрита грязелікарня — як відділення однієї з міських лікарень Одеси. Через 15 років Херсонське земство побудувало тут спеціальний будинок грязелікарні і розбило парк. Після встановлення радянської влади, вже в 1919 р. у грязелікарні лікувалися червоногвардійці, робітники і службовці радянських установ. З 1932 курорт перетворений на дитячий клінічний санаторій «Хаджибей» — для лікування дітей, хворих кістково-суглобовим туберкульозом та ревматизмом. Зруйнована в роки Великої Вітчизняної війни грязелікарня відновлена в 1947. Функціонують дитячий санаторій (350 місць; для лікування дітей із залишковими явищами поліомієліту та хворих на ревматизм), розташований у великому парку, де багато плодових дерев; грязелікарня. Лікувальними ресурсами є грязь і ропа. На базі санаторію — дитяча ревматологічна клініка Одеського НДІ курортології.
Оздоровчий комплекс має хорошу лікувально-діагностичну базу: водогрязелікарню, де відпускаються грязьові аплікації і ропні ванни, кабінетом лікувальної фізкультури та механотерапії, фізіотерапевтичним кабінетом, операційним блоком, Є тут і рентгенівський кабінет, клінічна лабораторія, кабінет функціональної діагностики. В оздоровниці як лікування застосовуються ЛФК, підводний душ-масаж, гідрокінезотерапія, ортопедичні методи, в тому числі і оперативне лікування; кліматотерапія у вигляді аеро- і геліотерапії, п'ятиразове вітамінізоване лікувальне харчування. При санаторії працює школа, кабінети трудотерапії, зокрема столярна майстерня.

## Економіка
Підприємства села:
- ТОВ «Агрофірма Хаджибей», ПСП «Блік», ПП «Агроконсалт» — вирощування зернових
- МП «Волна» — вирощування овочів
- МНВ АТ «Кависант», ПП «Білий лебідь і А», ПП «Євро-2005» — будівництво
- ПМП «Водолій», ПП «Господарство ім. Шмідта-2» — рибне господарство
- ПП «Континент», ПП «Пілігрим», ЗАТ з ІІ «Елені», ТОВ «САТ», ТОВ «Орловтранс», ТОВ «Мегадом-Строй» — транспортно-експедиційні послуги, вантажні перевезення,
- ТОВ «Сірєнєвая роща» — туристичні послуги,
- ТОВ «Базік» — виробництво електричних ламп

## Соціальна сфера
Освіта:
- дитячий садок «Сонечко»
- Холоднобалківська загальноосвітня школа І-ІІІ ступенів

Культура:
- Центр культури та дозвілля «Берегиня»

Охорона здоров'я:
- Амбулаторія загальної практики-сімейної медицини
- стоматологічний кабінет
- дитячий санаторій

## Пам'ятки
Неподалік села є знахідки поховань ямних племен.
На схилі, поряд зі звичайними будинками села, розташовується хід у підземелля, система закинутих підземних виробіток. Колись тут добувався будівельний камінь-ракушняк (вапняк). Видобуток вівся переважно ручним способом з XIX до середини XX століття. В роки війни тут переховувались партизани.
Зараз цей лабіринт старих каменоломень популярний і відвідуваний, там часто проводяться змагання, квести, туди їздять туристи.

## Пам'ятники
Одним із пам'ятників, присвячений Великій Вітчизняній війні, є братська могила зі скульптурою. Скульптура воїна виконана з залізобетону. Постамент — бетонний, по обидва боки встановлені плити з прізвищами.

## Культура
На околицях села відбувалися зйомки фільму «Дума про Британку». У селі тривалий час проживали режисер Микола Вінграновський та художник Анатолій Добролежа.

## Відомі люди
- Єгоров Владислав Євгенович (1978) — український дипломат. Генеральний консул України у Дюссельдорфі (2017-2021).